# Sorority House Massacre
Sorority House Massacre es una película de terror de 1986 en el mismo campo que la serie Slumber Party Massacre, y se comercializó como parte de la "Colección Massacre". A menudo es criticado por ser "demasiado similar" a Halloween.

## Argumento
Cuando era pequeña, el hermano de Beth (Angela O'Neill), Bobby (John C. Russell) mata a toda su familia e intenta matarla. Cuando él es atrapado, es entregado, y ella crece con una nueva familia. Años más tarde, Beth va a la universidad, donde se une a una hermandad. Debido a un bloqueo de su memoria, no recuerda que la casa de la hermandad era su casa de la infancia, sin embargo sus recuerdos pronto empiezan a regresar. Mientras tanto, Bobby detecta su presencia en la casa y se escapa del manicomio para que pueda terminar el trabajo que no pudo completar. Roba un cuchillo de caza en una ferretería de matando a su propietario de edad avanzada.

## Reparto
| Actor               | Personaje             | Notas                            |
| ------------------- | --------------------- | -------------------------------- |
| Angela O'Neill      | Beth                  |                                  |
| Wendy Martel        | Linda                 |                                  |
| Pamela Ross         | Sara                  |                                  |
| Nicole Rio          | Tracy                 |                                  |
| John C. Russell     | Bobby                 |                                  |
| Marcus Vaughter     | Andy                  |                                  |
| Vinnie Bilancio     | John                  |                                  |
| Joe Nassi           | Craig                 |                                  |
| Mary Anne           | Sra. Lawrence         |                                  |
| Gillian Frank       | Dr. Lindsey           |                                  |
| Joseph Mansier      | Técnico               |                                  |
| Axel Roberts        | Larry                 |                                  |
| Fitzhugh G. Houston | Detective Gilbertur   | Acreditado como Fitzhough Huston |
| Sandy Fury          | Chica de la hermandad | No acreditada                    |

## Lanzamiento
La película tuvo un lamzamiento limitado en los cines de Estados Unidospor Concorde Pictures en octubre de 1986. Fue lanzada en VHS el año siguiente por Warner Home Video.